# 岩崎夏子
岩崎 夏子（いわさき なつこ、2011年〈平成23年〉7月20日 - ）は、日本将棋連盟所属の女流棋士（東京本部所属）。女流棋士番号は90。奈良県生駒市出身。北島忠雄七段門下。プロ入り時点での学歴は文教大学付属小学校卒業。

## 棋歴

### 女流棋士になるまで
保育園に「どうぶつしょうぎ」があったことが将棋に夢中になるきっかけとなった。母親の勧めもあり、小学校入学後に将棋教室に通うようになった。小学3年生に進級した直後、新型コロナウイルス感染症の影響で学校は休校となり外出もままならなくなった。これが、インターネット将棋を通じて「強くなりたい」気持ちに火がつくきっかけとなった。
2023年9月24日、関東研修会に入会した（C1クラス）。翌2024年3月24日の関東研修会でB2クラスに昇級、同日、研修会での対局数が合計48局に到達し、プロ入り資格を得た。そして2024年4月1日付で岩崎は日本将棋連盟（東京本部）所属の女流2級となる。プロ入りデビュー時点において、現役最年少の女流棋士となった。
棋士・女流棋士を通じて、2010年代生まれはこれで2人目である。プロ入り資格を得た2024年3月時点における年齢（12歳8か月）は、女流棋士として歴代6番目の若さである。また、プロ入り資格を得た時点で小学校卒業直後であり、中学入学と同時にプロ入りした女流棋士としては上田初美以来23年ぶりとなる（「将棋の女流棋士一覧」参照）。なお、2024年4月1日付で「女流棋士2級昇級規定」の改定が行なわれたため、「B2クラス昇級による女流2級昇級」の最後の事例となった。

### 奨励会員として
2025年8月17日、2025年度奨励会入会試験に合格した。奨励会と女流棋士の重籍となる。なお、奨励会に在籍したことがある女流棋士としては19人目、女性の奨励会合格者としては22人目となる。

## 棋風・人物
- 得意戦法は角換わり[1][7]。
- 趣味はスポーツ観戦、弟達とのキャッチボール[1]。
- 2024年6月16日に大田区産業プラザにて開催された「女流棋士発足50周年記念パーティー EAST」、および同年9月8日に帝国ホテルにて開催された「日本将棋連盟100周年記念式典」では、いずれも現役最年少かつ最新参の女流棋士として参加した。

## 昇段・昇級履歴
研修会当時
- 2023年09月24日 - 関東研修会 入会（C1クラス）[3]
- 2024年03月24日 - B2クラス昇級（同日48対局到達・女流2級資格）[3]

女流棋士以降
- 2024年04月01日 - 女流2級 [1]

## 主な成績

### 棋戦優勝
非公式戦
- 白瀧あゆみ杯争奪戦 - 1回（第19回=2025年度）

### 女流棋戦別成績
| 女流タイトル戦         |                                                                                |
| - 白玲戦・女流順位戦   | - 0第5期から参加（D級37位）                                                    |
| - 清麗戦               | - 0第7期 予選敗退（2勝・再挑戦1勝） ／ 過去最高：予選（2勝・再挑戦1勝、第7期） |
| - マイナビ女子オープン | - 第18期 予備予選敗退（0勝） ／ 過去最高：予備予選（0勝、第18期）              |
| - 女流王座戦           | - 第15期 一次予選敗退（1勝） ／ 過去最高：一次予選（1勝、第14期・第15期）      |
| - 女流名人戦           | - 第52期 予選敗退（0勝） ／ 過去最高：予選（0勝、第52期）                      |
| - 女流王位戦           | - 第36期 予選敗退（1勝） ／ 過去最高：予選（1勝、第36期）                      |
| - 女流王将戦           | - 第47期 予選敗退（1勝） ／ 過去最高：予選（2勝、第46期=アマ当時）             |
| - 倉敷藤花戦           | - 第33期 2回戦敗退（1勝） ／ 過去最高：2回戦（1勝、第33期）                    |

### 年度別成績
| 年度         | 対局数 | 勝数 | 負数 | 勝率   | (出典) |
| ------------ | ------ | ---- | ---- | ------ | ------ |
| 2024年度     | 18     | 8    | 10   | 0.4444 | [ 8 ]  |
| 通算         | 18     | 8    | 10   | 0.4444 | [ 9 ]  |
| 2024年度まで |        |      |      |        |        |

### アマチュア時代の戦績
女流公式棋戦
プロアマ戦 3勝2敗
- 第45期女流王将戦（2023年度 小学生代表、1勝1敗）
  - 予選1回戦 対 堀彩乃女流1級 戦で勝利
  - 予選2回戦 対 頼本奈菜女流初段 戦で敗退
- 第46期女流王将戦（2024年度 小学生代表、2勝1敗）
  - 予選1回戦 対 島井咲緒里女流二段 戦で勝利
  - 予選2回戦 対 中井広恵女流六段 戦で勝利、予選決勝進出
  - 予選決勝0 対 山口恵梨子女流二段 戦で敗退

アマチュア参加棋戦
- 女流棋戦 アマチュア予選
  - 2023年04月、第13期女流王座戦（アマチュア東日本予選）予選決勝トーナメント進出
  - 2023年06月、第17期マイナビ女子オープン（チャレンジマッチ）決勝トーナメント進出
- アマチュア棋戦
  - 2021年10月、第15回小学生女子将棋名人戦 全国大会 準優勝[10]
  - 2022年02月、第38回関西アマチュア女流将棋名人戦 Aクラス準優勝[11]
  - 2022年08月、第16回小学生女子将棋名人戦 全国大会 出場[12]
  - 2022年08月、第13回小学生駒姫名人戦 駒姫クラス 優勝[13][14]
  - 2023年06月、第12回デイリースポーツ青少年将棋大会 関東大会 小学生クラス 優勝[15]
  - 2023年08月、第14回小学生駒姫名人戦 駒姫クラス 優勝（2年連続）[13][16]
  - 2023年08月、第17回小学生女子将棋名人戦 全国大会 優勝[17]
  - 2023年09月、第55期女流アマ名人戦 名人戦クラス 第3位[18]

## 表彰等
- 令和5年度 文教大学学園スポーツ・学術優秀功績者表彰[19][20]
- 令和5年度 私立学校児童・生徒表彰（東京都私学財団）[21]
- 令和5年度 大田区青少年表彰（大田区地域力推進部）[21]